# 勝利の悪魔
『勝利の悪魔』（しょうりのあくま）は、槙ようこによる日本の漫画作品。『りぼん』（集英社）にて2009年3月号から2010年5月号まで連載された。単行本は同社のりぼんマスコットコミックスより全3巻。

## あらすじ
父親の会社の倒産や母親の失踪などの不幸が重なり、超名門校から何でもありの奇妙な学校に転入してきた田中森朝実。それまでとは正反対の環境に、当初は学校から逃げ出そうとしたものの、やがて同じクラスの人気者、木下光とともに奇妙で刺激的な日常を送るようになっていった。

## 登場人物
田中森 朝実（たなかもり あさみ）
誕生日：7月29日。獅子座。
16歳。父親の経営する「田中森商事」の倒産に伴い高級マンションからあばら家へ転居、さらに名門星綾女子高から荒れ放題やり放題の学校に転入した。勉強好きで、得意な科目は和歌。薀蓄を披露することが多い。女子高時代も学年トップの成績を取っていた。転入当初は以前の学校と正反対の環境に反発していたが、同じクラスの木下光（後述）のおかげで徐々に周囲の者と仲良くなっていく。
その後、生活費を稼ぐために田中森塾を創始。塾生は主にクラスメートであり、彼らからは本人の意思で金品を受け取らず、授業料の代わりに食糧や日用品を貰っている。
木下 光（きのした あきら）
誕生日：12月31日。山羊座。
クラスで一番の人気者。見た目は少女だが、実は男。歯に衣着せぬ物言いをするが、他人に対する気遣いが欠落しているわけではない。何事であれ楽しむという性格で、女装をしている理由も「美しいから」と公言する洒落者。
有須川 圭一郎（ありすがわ けいいちろう）
田中森とのお見合いを勧められた美青年。将来を嘱望されていたが勤務先が倒産。現在は田中森達が通う学校の見回りをしている。光を女性だと思い、一目惚れした。田中森に「知識を活かしてみてはどうか」と田中森塾を作るきっかけを与えた。
柴崎 渉（しばざき わたる）
誕生日：10月5日。天秤座。
田中森塾の生徒第一号。田中森と一緒にいることを嫉妬し、光を美術室に閉じ込めた。
絹井 みどり（きぬい みどり）
誕生日：12月14日。射手座。　
光の数少ない男装姿の写真をたくさん集めるのが趣味の小柄な女生徒。初対面の田中森にも件の写真を渡した。
リナ
ぬいぐるみを作るのが得意。夢は自分の作ったぬいぐるみを売ってみんなに喜んでもらうこと。背中にぬいぐるみをつけており、作中で「きもい」と評されたことがある。
倉木（くらき）
誕生日：5月23日。双子座。
世界史担当の教師。耳にはピアスをつけており不自然に色黒という、およそ教師らしからぬ風貌。空気砲を常に携帯。ブリトニー・スピアーズのファン。

## 書誌情報
- 槙ようこ 『勝利の悪魔』 集英社〈りぼんマスコットコミックス〉、全3巻[1]
  1. 2009年11月13日発売、ISBN 978-4-08-867023-2
  2. 2009年12月15日発売、ISBN 978-4-08-867025-6
  3. 2010年5月14日発売、ISBN 978-4-08-867054-6